# 野坂康久
野坂 康久（のざか やすひさ、明治22年（1889年）6月18日 - 没）は、日本の実業家、政治家。旧姓稲田。洋食のレストラン“十字屋”経営主。元米子市会議員（議長）。
外交官、米子市長だった野坂康夫の祖父。弁護士・公証人雑賀愛造の実兄。戦後米子市長を務めた野坂寛治は姻戚関係にある。

## 経歴
鳥取県米子市出身。酒造業稲田家に生まれた。養父は野坂吉五郎。
米子中学校（現米子東高校）から大阪高等工業学校醸造科に進み、同校を明治45年（1912年）3月卒業。初めの10年程は家業に従事したが、海陸運送業、楽器販売、飲食業と、転々仕事を新たにして終戦時に及んだ。
その間昭和8年（1933年）米子商工会議所議員、昭和10年（1935年）米子市会議員に当選。
昭和26年（1951年）戦前からの楽器販売、飲食業を“有限会社十字屋”に改組して取締役社長に就任。

## 人物像

### 十字屋について
『勝田ヶ丘の人物誌』164頁によれば｢この十字屋は、昭和五十六年頃まで本通り商店街唯一の上品なレストランとして人気を集めた店だった。筆者も何回か寄って、ダンディな野坂の姿を見かけた記憶がある。この店がなくなったことは何より商店街にとってさびしい限りだ」という。

### ラジオ山陰と米子高島屋について

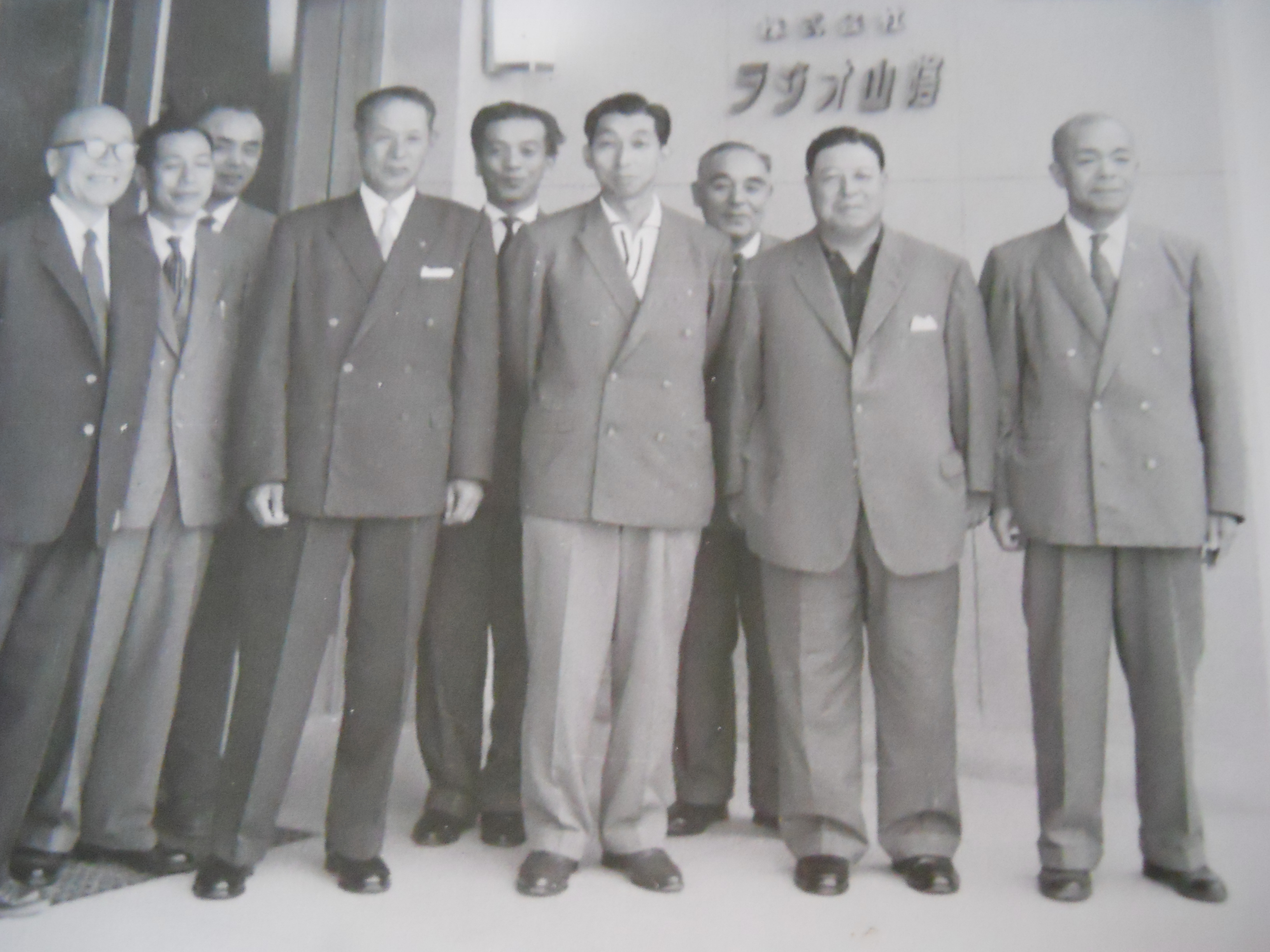
右から野坂康久、2代目坂口平兵衛、青砥喜三郎、高松宮宣仁親王、青砥昇、織田収、野坂一郎、伊坂定吉、野坂寛治（1954年、ラジオ山陰開局）

こんにち商都米子の格調を高くしている山陰放送（はじめラジオ山陰）と米子髙島屋は、野坂の発想によって実現したものである。野坂康夫によれば、｢昭和29年3月、ラジオ山陰が、東倉吉町のパチンコ屋のあった小安ビル2階に設立され、おじ野坂一郎と父が勤め始めた。後で知ったが、戦前に無線技師をしていた経験を持つおじが発案し、祖父がこれを強力に支援し、同じ経験を持つ父と3人が協力し、たくさんのかたがたの参画、支援を得て、開局に至ったものだった。また、祖父は、かねてより米子に百貨店を誘致する構想を持っており、たくさんのかたがたのご援助、協力を得て、昭和39年に米子高島屋の設立にこぎつけた。｣という

### 人柄・性格
孫の野坂康夫によれば、「琵琶を弾いたりして、宴席ではおもしろい人だったらしいが、明治気質の人で、家族に対しては絶対君主的存在で怖かった。ただ、お祭りのたびに、祖父からもらえるおこづかいは楽しみだった。若いころから髪が少なかったそうで、私が物心ついたころにはほとんど丸坊主、頭はテカテカ光っていた。だんだん髪が少なくなってくると、やはり祖父の孫だと思う。」という。
趣味は歌舞伎、観劇。宗教は禅宗・曹洞宗。住所は米子市東倉吉町。

## 家族

### 野坂家
（鳥取県米子市法勝寺町・東倉吉町・角盤町）
- 妻・幹代（養父吉五郎の長女[8]）

養父野坂吉五郎（金銭貸付業）は、衆議院議員をつとめた野坂茂三郎の弟。
- 長男・一郎[8]（無線技師）
- 二男・佑二[8]
- 三男・陞三[8][10]
- 四男・奬[8]
- 長女 [8]

### 稲田家
（鳥取県米子市）